# 후티
후티(아랍어: الحوثيون) 또는 공식 명칭 안사르 알라(아랍어: أنصار الله, "알라의 조력자")는 예멘의 자이디야 시아파 이슬람주의 운동이자 무장 단체이다.
1990년대부터 자이디 종교 지도자 후세인 알후티를 중심으로 예멘 공화국의 알리 압둘라 살레 대통령의 부패와 친서방 정책에 반대하며 등장하였다. 2004년 후세인 알후티가 정부군에 사살되자 후티 반란이 촉발되었고 이후 그 동생 압둘말리크 알후티가 지도자 역할을 하고 있다. 2011년 아랍의 봄 물결로 일어난 예멘 혁명에 관여하였고 압드라보 만수르 하디 과도정부 협상에 참여하였으나 결렬되어 떠났다.
2014년에는 후티 쿠데타를 일으켜 수도를 점령하고 2015년 1월에는 대통령궁까지 장악하며 반란을 성공시켰으나 하디 대통령이 남부 지역으로 도피하고 옛 남예멘 지역의 지방정부들이 후티를 따르기를 거부하자 예멘 전체의 주도권을 놓고 예멘 내전이 시작되어 현재까지 진행 중이다. 이에 사우디아라비아와 아랍에미리트는 이들과 대립하며 군사적 충돌이 이어지고 있으며, 일각에서는 이를 이란-사우디아라비아 대리 분쟁의 일환으로 바라본다.

## 관련 사건

### 2025년 3월 미국의 예멘 공격
2025년 3월 15일 예멘 전역에서 최소 40회의 미군 공습이 있었으며, 대부분의 공습은 후티 점령지이자 수도인 사나와 사다 주를 목표로 했다. 사나에서는 8차례 공습이 있었고, 그 중 1차례는 주거 지역을 타격하여 15명이 사망하고 9명이 부상당했다. 그 외에도 사나 국제공항과 군사 시설이 있는 지역이 타격을 받았으며, 검은 연기가 하늘로 치솟는 모습이 포착되었다. 사나 북부의 Geraf 지역에서는 4차례 공습이 있었다. 알마시라(Al-Masirah)와 다른 현지 미디어는 동부 표준시 오후 1시 30분에 사나에서 공습이 있었다고 보도했다. 사다에서는 12차례의 공습이 있었고, 그 중 하나는 Dahyan에 있는 전력소를 타격해 정전이 발생하였다. 타이즈의 군사 시설도 타격을 받았다고 전해진다. 이브 주 카자 지역에서는 후티 미디어가 두 개의 주택 건물이 미국의 공격을 받아 15명이 사망했다고 보도했다. 바이다 주에서는 8차례의 공습이 있었으며, 다마르 주, 하자 주, 마리브 주도 추가적인 공격을 받았다.
미국 중부사령부에 따르면, 이번 공격은 광범위한 작전의 시작으로, 후티 반군의 상업 및 군함 공격으로 수개월간 혼란이 지속된 홍해의 안정을 회복하는 것을 목표로 한다고 한다.

## 같이 보기
- 홍해 위기
- 번영의 수호자 작전
- 2025년 3월 미국의 예멘 공격